# Salva (vapen)
- Övre vänster: USS New Jersey avger eldsalva, Beirut 1984.
- Övre vänster: USS Iowa avger eldsalva med sin bredsida.
- Övre vänster: USS Iowa avger eldsalva med sin bredsida.
- Övre vänster: B-17 flygande fästningen som fäller en bombsalva under andra världskriget.

Salva är ett vapenbegrepp som avser avlossning av flera projektiler samtidigt eller i snabb följd mot samma mål eller riktning, så kallad skottsalva för skjutvapen (salvskjutning), eldsalva för eldvapen (salveld), och bombsalva för flyg- och sjunkbomber (salvfällning), etc. Salvor kan både avges från enskilt vapen eller från flera vapen samtidigt.
Hos eldhandvapen kan salvor bland annat delas upp i ledvis eldgivning där flera vapen avlossas samtidigt och eldstöt där enskilt vapen avlossar eldskurar i serie.
Enligt en modern definition bör projektilerna i en salva nå målet ungefär samtidigt, vilket kan uppnås antingen genom att utskjutningen sker i mycket snabb följd eller att utgångshastighet och banvinkel för varje enskild projektil justeras så att de samtidigt träffar målet (engelska: MRSI: multiple rounds simultaneous impact).[källa behövs]
Begreppet salva härrör från latinets salve som betyder ”var hälsad”. Det användes ursprungligen om skott avfyrade som hälsning eller hedersbetygelse (salut).

## Videoexempel
- Arkebusering av krigsfångar genom enkel skottsalva under Spansk-amerikanska kriget.
- Stridsfordon 90 pansarskyttefordon som skjuter en fyrskottssalva under gång.
- Bandmatad kulspruta som skjuter längre salva mot ett mål.